# 아미산층
아미산층(峨嵋山層, Amisan Formation)은 대한민국 충청남도 충남탄전 내 보령시 미산면 풍계리의 아미산(638 m)을 표식지로 하는 대동 누층군의 퇴적암 지층이다. 사암과 흑색 셰일로 구성되며 무연탄이 포함된다. 지층의 두께는 1,000 m 내외이며 다량의 식물 화석이 산출된다.

## 개요
충남탄전(忠南炭田, Chungnam Coalfield)은 대한민국 경기 육괴 내 충청남도 보령시 성주면, 웅천읍, 미산면, 오천면, 청양군, 부여군 외산면 지역에 걸쳐 있는 350 km2 규모의 석탄(무연탄) 산지로, 대동 누층군 남포층군과 기반암인 편마암으로 구성된다. 대동 누층군 남포층군(藍浦層群, Nampo Group)은 충남탄전에 분포하는 대동 누층군의 하위 지층으로, 밑에서부터 하조층(월명산층), 아미산층, 조계리층, 백운사층, 성주리층으로 구성된다. 충남탄전 지역 무연탄의 총 매장량은 3,200만 톤이다.
일제 강점기인 1931년 조선총독부 식산국의 일본인 지질학자 시마무라 신베이(島村新兵衛)가 최초로 충청남도 대천, 보령, 청양, 부여 지역의 지질을 조사하였으며 남포층군을 밑에서부터 월명산층, 아미산층, 개화리 역암층, 백운사층, 평리 역암층, 옥마산층으로 구분하였다. 이중 아미산층과 백운사층은 현재도 사용하는 지층명이다. 
충남탄전에서 대동 누층군은 보령시 성주면을 중심으로 성주면, 웅천읍, 미산면, 부여군 외산면, 청양군 일대 지역('성주 지역')에 넓게 분포하고, 성주면의 주 분포지 북서부의 보령시 오천면~천북면(이하 '오천 지역')과 오서산 지역(이하 '오서산 지역')에도 소규모 분포한다. 에가와 코우스케와 이용일(2006)의 조사 결과 오천·오서산 지역의 남포층군은 성주면 지역의 주 분포지와 잘 대비되나, 오천 지역에는 남포층군 최상부의 성주리층이 출현하지 않으며 오서산 지역에서는 하조층이 압쇄암화되어 있는 등의 차이점이 있다. 남포층군의 전체 두께는 오천면 지역에서 3,350 m, 오서산 지역에서 4,650 m 이다.

## 암상

### 성주 지역
김봉균(1976)에 의하면 암회색 사암, 장석질(알코스질)사암, 흑색 셰일과 무연탄으로 구성된다. 지층의 두께는 1,000 m 내외이며 식물 화석이 산출된다.
김동숙(1981)에 의하면 아미산층은 성주리 향사와 도화담 배사 습곡에 의해 반복 분포하며 5~11매의 무연탄이 협재하고 암상에 의해 하부사암대, 하부셰일대, 중부사암대, 중부셰일대, 상부사암대로 구분된다. 중부에는 비대칭적인 연흔과 사층리 구조가 관찰되어 호소(湖沼) 환경을 지시한다. 각 부분의 암상은 아래와 같다.

#### 하부사암대
하부사암대는 도화담 배사 축부를 따라 충남탄전 동부에 노출되며 주로 (담)회색 조립 장석질사암과 회색 중립사암으로 구성되고 박층의 역질사암과 흑색 셰일, 1~2매의 무연탄이 협재된다. 하부사암대의 두께는 300 m 이다.

#### 하부셰일대
하부셰일대는 아미산 향사와 도화담 배사 습곡에 의해 3회 반복 분포하며 주로 흑색 셰일로 구성되고 박층의 암회색 세립사암과 1~3매의 무연탄층이 협재된다. 하부셰일대의 두께는 최대 600 m 이며 식물, 동물 화석이 산출된다.

#### 중부사암대
중부사암대는 주로 담회색 중립질장석사암으로 구성되며 간간히 역질사암, 암회색 사암 및 박층의 흑색 셰일을 협재한다. 충남탄전 서부와 동부에 분포하는데 서부는 대천 단층에 의해 절단되어 일부만 분포하며 동부는 도화담 배사에 의해 반타원형으로 분포한다. 중부사암대의 두께는 100~200 m 이다.

#### 중부셰일대
중부셰일대는 엽리가 발달하는 흑색 셰일과 실트스톤으로 구성되며 박층의 (암)회색 세립사암과 1매의 저질무연탄이 협재된다. 중부셰일대의 두께는 100~350 m 이며 절지동물, 어류 화석, 식물 화석이 산출된다.
충남탄전 서부 성주터널의 서쪽 입구 부근 도로변에 드러난 아미산층 중부셰일대 70 m 구간은 선상지 퇴적조합상을 보이며 이는 하천에서 유래된 저밀도 혼탁류와 선상지/삼각주의 사면 및 선상지 하도 최상류 퇴적물이 붕괴되어 형성된 고밀도 저탁류에 의해 형성되었다.

#### 상부사암대
상부사암대는 주로 회색 중립~조립사암과 셰일 및 함장석각력사암으로 구성되고 국지적으로 2~4매의 무연탄이 협재된다. 상부사암대의 두께는 150~200 m, 아미산 지역에서 600 m 이다.

### 오천 지역
오천 지역의 아미산층은 오천면과 천북면 지역에 분포하며 하부 사암층, 중부 셰일층, 상부 사암층으로 세분되고 부분적으로 사층리가 나타난다. 하부 사암층은 괴상(塊狀)사암으로 구성되며 오천면 오포리와 김신고개 지역에서는 사암이 압쇄암화되어 있다. 중부 셰일층은 흑색 내지 탄질셰일과 사암이 교호한다. 상부 사암층은 중립 내지 조립 괴상(塊狀)사암으로 구성되며 무연탄과 탄질셰일, 흑색 셰일이 협재된다.

### 오서산 지역
오서산 지역의 아미산층은 배재산(289 m) 지역에 북동-남서 방향으로 분포하며 하부 응회암층과 상부 사암-셰일 교호층으로 구성되고 전체 두께는 550~380 m 이다. 하부 응회암층은 일부 화산력을 포함한 응회암으로 구성되며 일부 사층리가 관찰된다. 상부 사암-셰일 교호층은 사암과 흑색 셰일의 호층이며 역암과 5매 이상의 무연탄 및 탄질셰일이 협재된다. 흑색 셰일에서는 식물 화석이 산출된다.

### 서천군
서천 지질도폭(1963)에서는 서천군 지역에서 대동계 희이산층과 문수산층의 분포를 기재하였으며 전자를 월명산층, 후자를 아미산층에 대비하였다. 서천 지질도폭의 문수산층(Munsusan Formation)은 아미산층에 대비되며 희리산층을 정합으로 덮고 서천군 비인면 성산리 동부~문수산(311 m, 서천군 종천면 종천리), 비인면 성북리~관리, 서천군 서면 3개 지역에 단층으로 격리되어 분포한다. 흑색 내지 암회색 셰일, 사질셰일, (암)회색 사암으로 구성되며 흑색 셰일 내에는 식물 화석이 발달하고 무연탄을 협재하며 비인면 성내리 월명산(295 m) 부근에는 각력암이 발달한다.

## 절대 연령
에가와 코스케와 이용일(2011)는 오천 지역 아미산층 상부의 암회색~흑색 셰일에서 채집한 일라이트에 대해 칼륨-아르곤 연대 측정을 실시하고, 아미산층의 연대를 157~140 Ma (쥐라기)으로 보고하였다.

## 화석 (상대 연령)

### 식물
김종헌(1990)은 아미산층에서 처음으로 1속 3종의 Equisetites 식물화석 Equisetites kimi sp. nov., Equisetites gaehwariensis sp. nov., Equisetites deltodon Sze.을 발견 기재하였으며 이중 2종은 신종으로 간주하였다.
김종헌과 노헌선(2008)은 보령시 미산면 도화담리 도풍탄광 지역의 아미산층에서 Neocalamites carrerei 화석을 채집하고 지하경(地下莖), 지상경(地上莖), 포자수와 같은 기관 화석의 형태와 특징을 기재하였다.

### 곤충
남기수 외(2004~)는 아미산층에서 107점의 곤충 화석을 채집하였고 이들은 소시목, 강도래목, 날도래목, 하루살이목, 잠자리목, 바퀴벌레목, 벌목, 매미목 등 8목 11종으로 분류되었다. 보고된 곤충 화석으로는 아미산층 중부셰일대(북위 36° 20′ 20.24″ 동경 128° 37′ 33.40″ / 북위 36.3389556°  동경 128.6259444° )에서 발견된 밑들이목에 속하는 날개 화석 Mesopsyche dobrokhotovae 그리고 Platyperlidae 과, Baleyopterygidae 과, Siberioperlidae 과의 강도래 유충 화석이 있다.
남기수(2015)는 보령시 성주면 성주터널 부근 명천동 단면(북위 36° 20′ 20.24″ 동경 128° 37′ 33.40″ / 북위 36.3389556°  동경 128.6259444° )과 한내여자중학교 뒷산 동대동 단면(북위 36° 21′ 03.42″ 동경 128° 37′ 49.02″ / 북위 36.3509500°  동경 128.6302833° )에서 곤충 화석을 채집하여 하루살이목 Mesobaetis sibirica, Mesobaetis sp., Clavineta sp, 잠자리목 Samarura gigante, 강도래목 Platyperla platypoda, Platyperla sp., Mesoleuctra tibial , 바퀴벌레목 Samaroblatta sp., Nipponoblatta sp, 갈르와벌레목 Shurabia sp, 풀잠자리목 Litholingia sp, 메뚜기목 Aboilus sp., Grammohagla cf. striata, 매미목 Gallegomorphoptila sp., Shuraboprosbole cf. plachuta, Cycloscytina sp., 신종 화석 Coreanocossus kimi sp. nov., Boryeongocossus rugosolimbus sp. nov., 밑들이목 Mesopsyche dobrokhotova, Mesopsyche sp, 딱정벌레목 Menopraesagus sp., Mesosperchus sp. 10목 22종의 화석을 기재하였으며 이에 따라 아미산층의 지질시대는 중기 쥐라기로 추정된다.

### 이매패류
보령시 동대동 명암, 성주면 개화리, 미산면 도화담리, 금강암, 봉성리 지역의 아미산층 셰일 노두에서는  Euestheria kawasakii (Ozawa et Watanabe), Euestheria rampoensis, Euestheria aff. rampoensis, Euestheria shimamurai (Kobayashi), Euestheria tarii' (Kobayashi), Sphaerestheria koreanica (Ozawa et Watanabe), Cyclestherioides rampoensis 등의 이매패류 화석이 발견되었다. 이들 화석은 아미산층 하부 셰일대와 중부 셰일대에서 산출되며, 이들 화석에 의해 아미산층은 김포 분지의 대동 누층군 통진층과 일본의 후기 트라이아스기 카모노쇼(Kamonosho)층과 간접적으로 대비되며 아미산층이 담수 퇴적환경 하에서 퇴적되었음을 지시한다.
김종헌 외(2016)는 보령시 미산면 도화담리 도풍탄광 지역에 분포하는 아미산층 중부셰일대에서 담수성 이매패류 화석 Margaritifera cf. isfarensis (Chernishev)을 발견 기재하였다. 이는 한반도의 중생대 지층의 유일한 기록이다.

### 어류
김수환 외(2019)는 보령시의 아미산층에서 거의 완벽히 보존된 Redfieldiiformes 어류 화석을 발견하였고, Hiascoactinus boryeongensis 학명을 부여하였다. 이 화석은 곤드와나 대륙에서 로라시아 대륙과 연결되는 수계가 존재했으며 트라이아스기 후기에 두 대륙이 연결되어 있었음을 지시한다.

### 빗방울 자국
이상규는 보령시 동대동 명암 지역에서 지질조사 중 우흔(雨痕, 빗방울 자국)이 보존된 아미산층 흑색 셰일과 사질셰일을 발견하여 이후 논문(2000, 2001)으로 보고하였다. 이곳은 과거 벼루의 원석인 청석(靑石)을 채취하던 곳으로 층리가 잘 발달하며 식물, 절지동물, 수서곤충의 화석이 발견된다. 우흔 화석이 발견된 지역의 아미산층의 주향은 북동 40°, 경사는 남동 80°으로 셰일의 층리면에는 우흔이 일부분만 나타나며 연속성은 없고 건열 등의 구조도 출현하지 않는다. 우흔은 제곱센티미터당 1~14개가 직경 1~10  mm, 깊이 0.1~1.2 mm의 원형 내지 타원형으로 나타나며, 우흔의 존재는 충남분지 형성 후 호수 바닥에 아미산층을 형성시킨 퇴적물이 쌓이던 중 아열대 기후에 건조한 시기에 수면이 내려가 퇴적물이 잠시 지상에 노출되었음을 지시한다.

## 같이 보기
- 대동 누층군
- 충남탄전
- 보령시의 지질
- 서천군의 지질
- 의령 서동리 함안층 빗방울 자국